# Villotte-Saint-Seine
Villotte-Saint-Seine – miejscowość i gmina we Francji, w regionie Burgundia-Franche-Comté, w departamencie Côte-d’Or. Nazwa miejscowości pochodzi od imienia św. Sekwan(us)a.
Według danych na rok 1990 gminę zamieszkiwało 50 osób, a gęstość zaludnienia wynosiła 7 osób/km² (wśród 2044 gmin Burgundii Villotte-Saint-Seine plasuje się na 860. miejscu pod względem liczby ludności, natomiast pod względem powierzchni na miejscu 1101.).